# Courten (Familie)
Die Familie Courten oder ab 1742 de Courten ist eine aus der Lombardei stammende Walliser Familie. Die Familie war zunächst als Curti bekannt, dann später als Curtig, Curtoz, Curto, Curten und schliesslich in der heutigen Schreibweise Courten. Das seit dem 18. Jahrhundert getragene Adelsprädikat wurde durch kaiserliches Patent im Jahr 1742 bestätigt und schrieb den Brüdern Pierre-Anne de Courten und Maurice de Courten den Grafentitel zu.

## Personen
Zweig Longinus
- Thomas de Courten (* 1966), Schweizer Unternehmer und Politiker